# International Bureau of Education

UNO

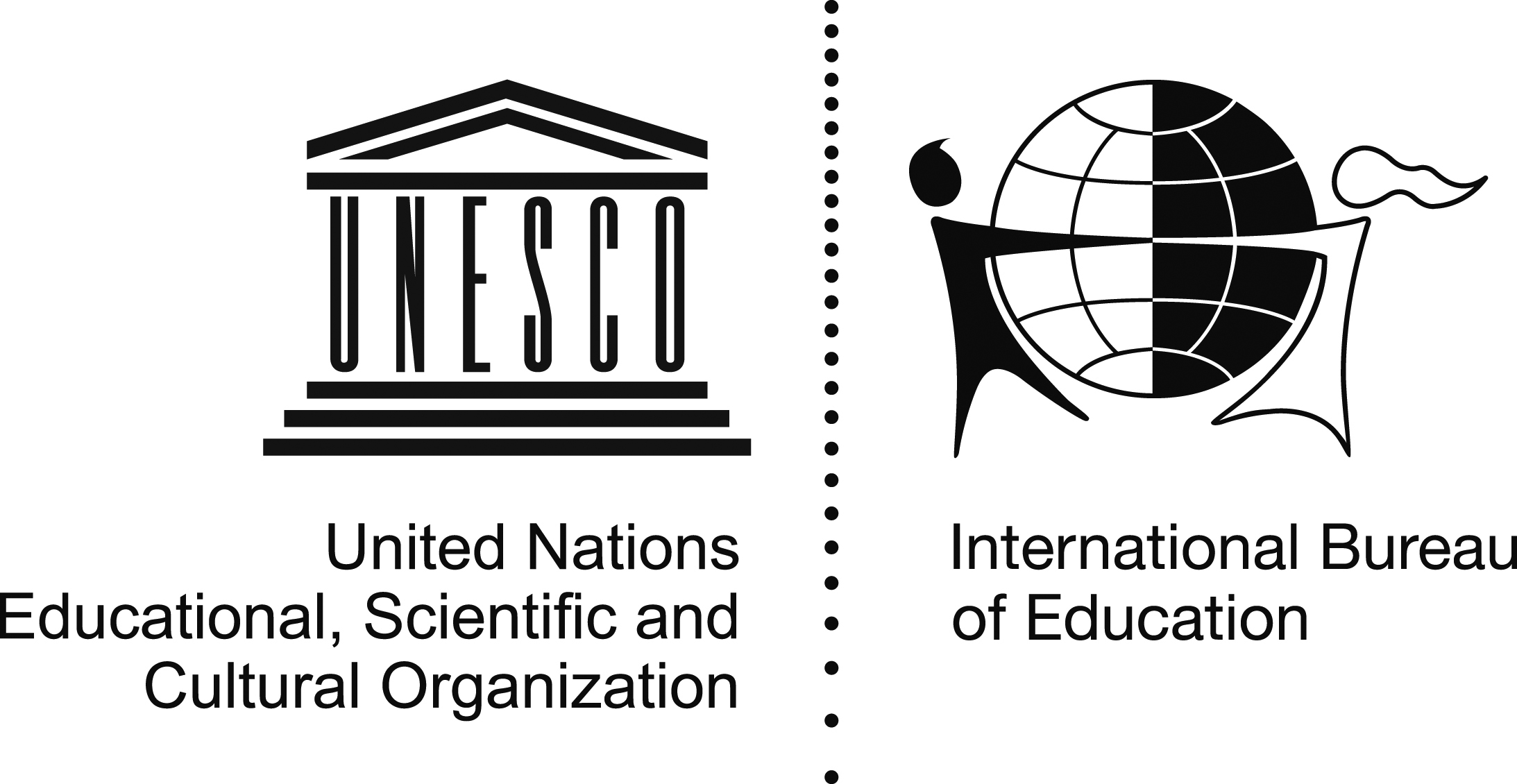
Logo

Das International Bureau of Education (IBE-UNESCO) (deutsch: Internationales Büro für Bildung) ist ein UNESCO-Institut mit dem Auftrag eines Exzellenzcenters für Curriculumentwicklung und damit zusammenhängende Probleme des Lernens, Lehrens und im Assessment. Das Institut unterstützt alle UNESCO-Mitglieder, gerechte, inklusive, hochwertige Bildung im Rahmen der Ziele für nachhaltige Entwicklung zur Verfügung zu stellen. Seit 2014 hat es Mmantsetsa Marope (Botswana) geleitet. Seit 2020 ist Yao Ydo (Elfenbeinküste) der Direktor.

## Geschichte

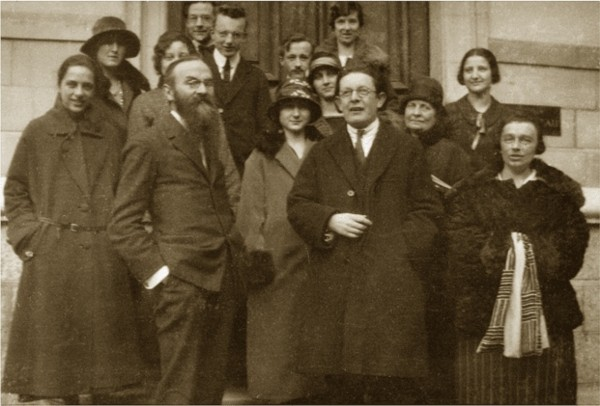
Pierre Bovet (links) und Jean Piaget vor dem Institut Jean-Jacques Rousseau in Genf, 1925

Das IBE wurde 1925 in Genf als private Organisation von prominenten Psychologen und Pädagogen, darunter Edouard Claparède, Elisabeth Rotten, Adolphe Ferrière und Pierre Bovet, gegründet. Letzterer war 1925–1929 Direktor des IBE. Ziel war die wissenschaftliche Forschung zur öffentlichen und privaten Erziehung. 1929 wurde es die erste vom Völkerbund anerkannte Internationale Organisation im Gebiet der Erziehung. Der bereits bekannte Jean Piaget wurde zum Direktor ernannt, was er bis 1967 blieb.

### Kriegsgefangenenhilfsdienst (SIAP)

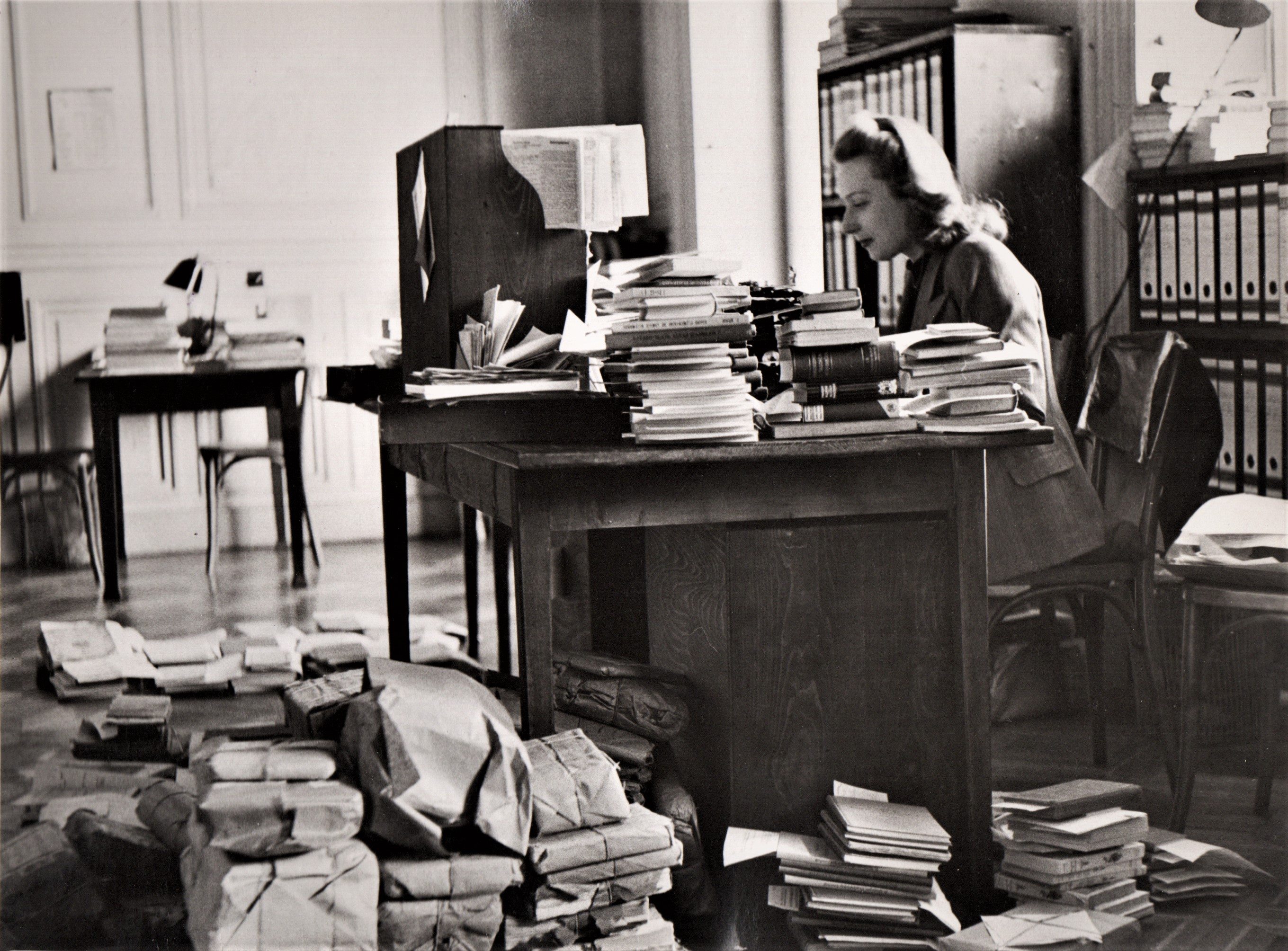
Vorbereitung von Büchern und Paketen zur Versendung an Kriegsgefangene im Zweiten Weltkrieg, ein Teil des Projekts der SIAP

Das IBE schuf 1939 den Service of Intellectual Assistance to Prisoners of War (SIAP), der auf Artikel 39 der Genfer Konventionen basierte. Der Dienst sollte dafür sorgen, dass Kriegsgefangene Bücher oder andere intellektuelle Anregungen erhielten. Dazu arbeitete das IBE mit dem IRK zusammen. Am Ende des Zweiten Weltkriegs hatte das IBE über eine halbe Million Bücher versandt. Auch wurde eine Art Hochschulen und Studiengruppen in Lagern organisiert. Zur Finanzierung gab das IBE 1940 Briefmarken heraus.

### Beziehung zur und Integration in die UNESCO
Lange war das IBE eine unabhängige Organisation. 1945 wurde die UNESCO gegründet, um Bildungsprogramme zu fördern. 1952 wurde eine dauernde gemeinsame Kommission etabliert, um die Kooperation abzusichern, indem sie z. B. die International Conference on Public Education organisierte. 1969 wurde die Zusammenarbeit zu einer Integration der IBE in die UNESCO weiterentwickelt, bei der eine gewisse Autonomie bestehen blieb. Es gehört zu den Kategorie 1-Instituten.

## Hauptaufgaben
Ursprünglich war das IBE beauftragt, umfassende Hilfe für die Erziehung und Bildung zu leisten. Heute unter dem Direktorat von Mmantsetsa Marope liegt die Hauptaufgabe darin, globale Standards für qualitätvolle Curricula zu entwickeln. Andere Aufgaben liegen in der Förderung von Bildungswissenschaften und künftigen Kompetenzen. Sechs Programme sind: Innovation and Leadership; Current and Critical Issues; Knowledge Creation and Management; Systemic Strengthening of Quality and Development Relevance; Leadership for Global Dialogue; Institutional and Organizational Development.

## International Conference on Education (ICE)

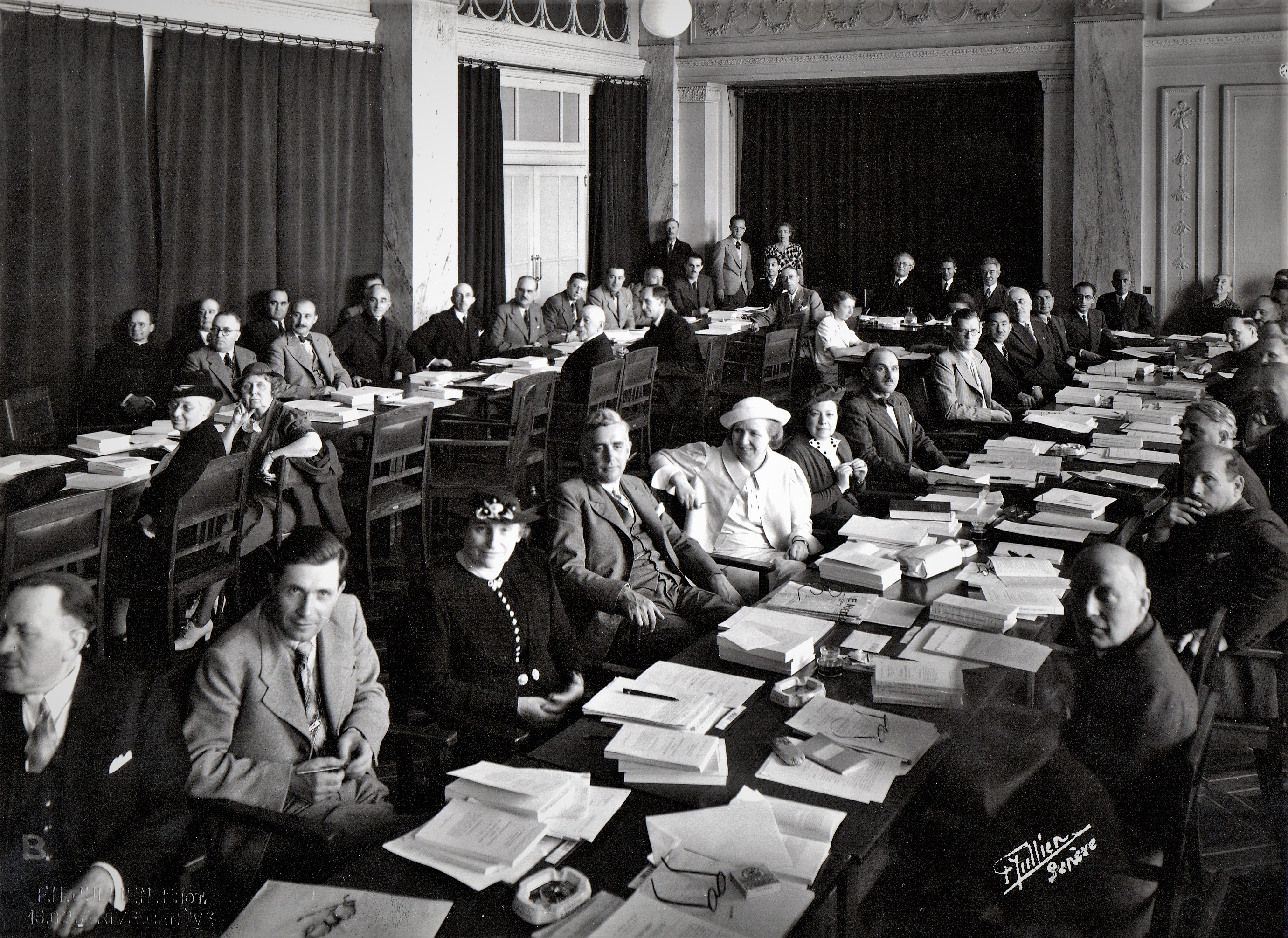
7. Internationale Konferenz über Öffentliche Erziehung (ICE) 1938. Das IBE organisierte die ICE 1934–2008.

1934–2008 organisierte das IBE die International Conference on Public Education. Jean Piaget und Vizedirektor Pedro Rosselló entwickelten die Konferenz, um Bildungsminister mit Forschern und Praktikern in schließlich 48 Konferenzen zusammenzubringen.

## ZeitschriftProspects
Seit 1970 gibt das IBE die vergleichende Zeitschrift Prospects heraus',  die auf Themen Curriculum, Lernen und Assessment gerichtet ist. Sie wird von Springer Netherlands in Englisch, Arabisch und Chinesisch herausgegeben.